# مایلستون (میسیسیپی)
مایلستون (به انگلیسی: Mileston) یک منطقهٔ مسکونی در ایالات متحده آمریکا است که در شهرستان هولمز، میسیسیپی واقع شده‌است. مایلستون ۳۴٫۱۴ متر بالاتر از سطح دریا قرار دارد.